# Pimoa mude
Pimoa mude (лат.) — вид пимовых пауков рода Pimoa (Pimoidae). Название дано по месту нахождения (Mude).

## Распространение
Азия, Непал (Baghmati District, Mude, Rhododendron, along the way F032, 27,69°N, 85,94°E, на высоте 2653 м).

## Описание
Мелкие пауки, длина тела около 6 мм. Эпигинум самок язычковидный, вентральная пластинка широкая, длина почти вдвое больше ширины; сперматеки овальные, разделенные; протоки оплодотворения желтоватые. Карапакс самок желтоватый с чёрными боковыми краями; грудная ямка и радиальные борозды отчетливые; стернум коричневый; брюшко чёрное с желтоватыми поперечными перевязями; ноги буроватые с чёрными кольцами-перевязями. Сходен с видами P. daman и P. zhigangi. Вид был впервые описан в 2021 году китайским арахнологами Xiaoqing Zhang и Shuqiang Li (Institute of Zoology, Chinese Academy of Sciences, Пекин, Китай) по материалам из Непала.